# Alfonso Elías Serrano
Alfonso Elías Serrano (17 de agosto de 1960, Arizpe, Sonora) es un empresario y político mexicano nacido en Arizpe, Sonora, miembro del Partido Revolucionario Institucional. Actualmente es Presidente del Comité Directivo Estatal del Partido Revolucionario Institucional en Sonora. Se ha desempeñado como senador de Sonora en la LX Legislatura del Congreso de la Unión de México.

## Estudios
Es licenciado en Administración de Empresas por el ITESM y tiene una Maestría en Dirección de Empresas por el Instituto Panamericano de Alta Dirección de Empresas.

## Vida profesional
Se ha dedicado principalmente a actividades privadas en el ramo de la ganadería, en sus actividades empresariales destaca como miembro de la Asociación de Ferreteros, de la Cámara Nacional de Comercio, de instituciones de investigación y transferencia de tecnología en Instituciones de la Educación y en la Fundación Ganadera.
También fue presidente del Comité de Fomento y Protección Pecuaria en Sonora de la Dirección General de Salud Animal de la SAGARPA.

## Carrera política
Senador de la LX legislatura. Secretario de la Comisión de Seguridad Pública, integrante de las comisiones de Agricultura y Ganadería, Comercio y Fomento Industrial, y Desarrollo Social. Miembro de la Comisión Permanente del segundo año primer periodo.
En 2006 fue candidato a Senador por Sonora en la primera fórmula de la Alianza por México, siendo su compañero de fórmula Óscar José López Vucovich, no lograron obtener la victoria, siendo superados por la fórmula PAN integrada por Guillermo Padrés Elías, al haber obtenido un 34.58 % frente al 44.31 % de los ganadores. Sin embargo, al quedar en segundo lugar, le correspondió la senaduría de primera minoría.
El 14 de marzo de 2008 dio a conocer públicamente su intención de ser candidato de su partido a Gobernador de Sonora en las elecciones de 2009, anunciándolo formalmente el 14 de septiembre, por lo que pediría licencia a su cargo de Senador; siendo solicitada y concedida dicha licencia el 23 de septiembre. Su suplente en el Senado es Fermín Trujillo Fuentes, Secretario General del Partido Nueva Alianza, por lo que por este hecho el PRI perderá una senaduría y el PANAL aumentará una, mientras dure la licencia de Elías Serrano.
El 8 de marzo de 2009 ganó la contienda interna del PRI y fue el candidato a gobernador de Sonora por dicho partido político. Logró ganarle a su más cercano rival Ernesto Gándara Camou por más de 100,000 votos.
En las Elecciones estatales de Sonora de 2009 ocupó la segunda posición ante su oponente Guillermo Padrés Elías del Partido Acción Nacional por un margen de 39,815 votos, representando un 4.09 % de diferencia. Resultado oficial dado el 17 de julio de 2009 por el CEE Sonora.
Alfonso Elías Serrano volvió a su escaño en el Senado, el 5 de octubre de 2009, a la fecha el Senador por Sonora ha presentado 105 propuestas, entre iniciativas y puntos de acuerdo.
El 26 de mayo de 2013 tomó posesión como Presidente 2013-2017 del Comité Directivo Estatal en Sonora Del Partido Revolucionario Institucional (PRI) Actualmente en el cargo.